# Tetřívek prériový
Tetřívek prériový (Tympanuchus cupido) je tetřevovitý pták z čeledi bažantovití (Phasianidae), který obývá stepní oblasti střední části Spojených států. Občas se vyskytuje i v jižních částech střední Kanady. Druh byl kdysi hojně rozšířen napříč středoamerickými prémiemi, avšak po přeměně krajiny na zemědělskou půdu se jedná o relativně vzácně se vyskytujícího tetřeva.
Slepice i kohout mají hnědé opeření s bílými příčnými pruhy. Křídla jsou zaoblená, zobák krátký, pařáty silné. Samci mají nad očima pomerančově zbarvené kožní zduřeniny (poušky). Stejné barvy mají i mohutné hrdelní vzdušné vaky, které se v době páření nafouknou a kohouti na ně lákají slepice. Obě pohlaví mají po stranách krku dlouhá pera, která jsou mnohem delší u kohoutů. Tato krční pera se u kohoutů při namlouvacích rituálech ztopoří nahoru a připomínají tak růžky. Rozmnožovací systém tetřívků se nazývá skupinový tok.

## Systematika
Tetřívek prériový tvoří následující 3 poddruhy:
- T. c. pinnatus (Brewster, 1885) – vyskytuje se od středo-jižních oblastí Kanady po severovýchodní Texas;
- T. c. attwateri Bendire, 1893 – jihovýchodní Texas;
- † T. c. cupido (Linnaeus, 1758) – vyhynulý, vyskytoval se od Maine po Virginii.

Starší český název druhu je kur prériový.

## Popis
Je to statný tetřevovitý pták dosahující velikosti 40–45 cm a váhy 0,9–1 kg. Křídla jsou krátká a zakulacená. Ocas je široký a poměrně dlouhý. Slepice i kohouti mají podobné opeření, které je převážně do hněda s příčným bílým pruhováním. Obě pohlaví mají výrazný tmavý oční proužek a bíle zbarvené krky. Kohouti mají nad očima výrazné žluté kožní zduřeniny – poušky. Na krku slepic i kohoutů se nachází skupina nezvykle protáhlých per, která jsou zvláště dlouhá u samců. Tato pera se v době namlouvacích rituálů ztopoří nahoru po stranách hlavy, takže připomínají spíše růžky. Samcům se během namlouvání naplní jejich vzdušné hrdelní vaky a jejich poušky dostanou sytě pomerančovou barvu, takže v jarním období rozmnožování je samce snadné rozpoznat od samic.
Tetřívek prériový je podobný tetřívku menšímu (Tympanuchus pallidicinctus). Tetřívka menšího však lze poměrně bezpečně rozlišit podle růžové skvrny na krku a bledšího opeření s jemnějším pruhováním.

## Biologie a chování

### Rozmnožování

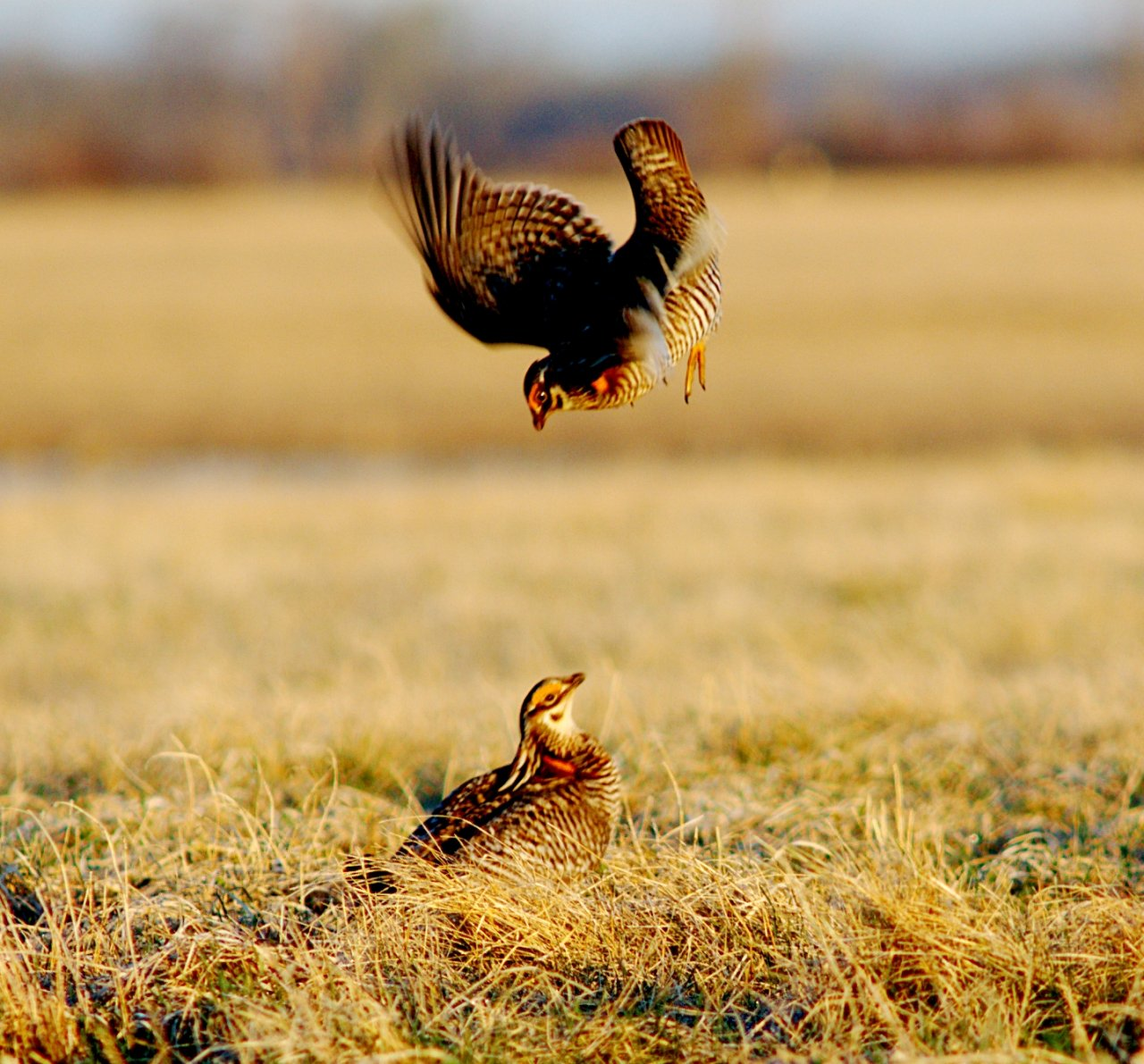
Bojující samci na tokaništi

Tetřívci prérioví jsou známí nezvyklým typem rozmnožování, který je v biologii znám jako lek či skupinový tok. Tok začíná počátkem jara, někdy ještě v době sněhové pokrývky, a pokračuje až do června. Princip spočívá ve shromáždění kohoutů (cca 8–20, výjimečně až 70) na společném rovném plácku (tokaništi, aréně) bez křovinné vegetace jen s nízkou trávou, aby na ně mohly vidět slepice, které též dorazily na lekoviště. Každý kohout si vyhradí prostorové teritorium (plocha teritorií může být různá, typicky 5×10 m a více). Na to samci začnou o tato teritoria bojovat. Boje jsou umocňovány hlasitým, nízko položeným tokem, který připomíná bubnování či hlas hluboké píšťaly. Tento zvuk může být slyšet na kilometry daleko. Boje jsou doplňovány intenzivním naparováním, během kterého samci „tančí“ samicím s hlavou u země, dupou nohama, natahují křídla šikmo nahoru, zvedají ocas, natahují svá růžkovitá krční pera a hlavně roztahují své hrdelní vaky, které se spolu s pouškami nasytí výraznými pomerančovými barvami. Samci často vzlétávají do výše a s intenzivní vervou se vrhají na své soky. Tetřívci však mají ritualizované způsoby odchodu z boje, které zabraňují krveprolití. Kohouti se někdy ukloní pozorujícím slepicím, případně se vrhají do vzduchu vysokými skoky a s pomocí třepotajících křídel takto vysílají samicím své zdravice. Samice někdy odpoví podobným způsobem. Z tokaništních bojů obyčejně vzejde jeden či dva vítězní dominantní samci, kteří se postarají o většinu kopulací se samicemi. Vítězí většinou kohouti s největšími hrdelními vaky, největšími poušky, nejdelšíma nohama a nejlepšími teritorii (za nejlepší jsou považována teritoria nejblíže středu tokaniště). Boje na tokaništi mohou trvat až dva měsíce.
Po kopulacích se tetřívci rozptýlí po okolí. Samice začínají stavět hnízdo v husté trávě. Snůšku tvoří 4–17 vajec. Vejce mají olivovou až žluto-hnědou barvu a tmavě hnědým kropením. Na vejcích sedí pouze samice, inkubační doba trvá kolem 23–25 dní. Prekociální a nidifugní kuřata se klubou nejčastěji od konce května do počátku června, kdy dochází k vrcholnému rojení hmyzu, který poskytuje mladým kuřatům důležitou bílkovinnou stravu. Kuřata se rychle vyvíjí a kolem stáří dvou týdnů již podnikají první lety. V blízkosti matek zůstávají až do věku 8–10 týdnů, kdy dochází k jejich osamostatnění.
- Videoukázky namlouvacích tanců kohoutů na tokaništi

### Potrava
Tetřívek prériový se živí převážně semínky, listy a hmyzem. Potravu sbírá většinou ze země, i když občas se za ní pustí i do stromoví. Typicky se krmí časně z rána a za soumraku. V zimě jsou tetřívci odkázáni hlavně na listy a semínka, avšak v létě mohou potravu doplňovat bobulemi, pupínky a hmyzem. Kuřata jí hlavně hmyz.
Tetřívci prérioví jsou na tetřevy poměrně zdatní letci a při hledání potravy mohou za potravou dolétávat i 50 km.

## Rozšíření a stanoviště

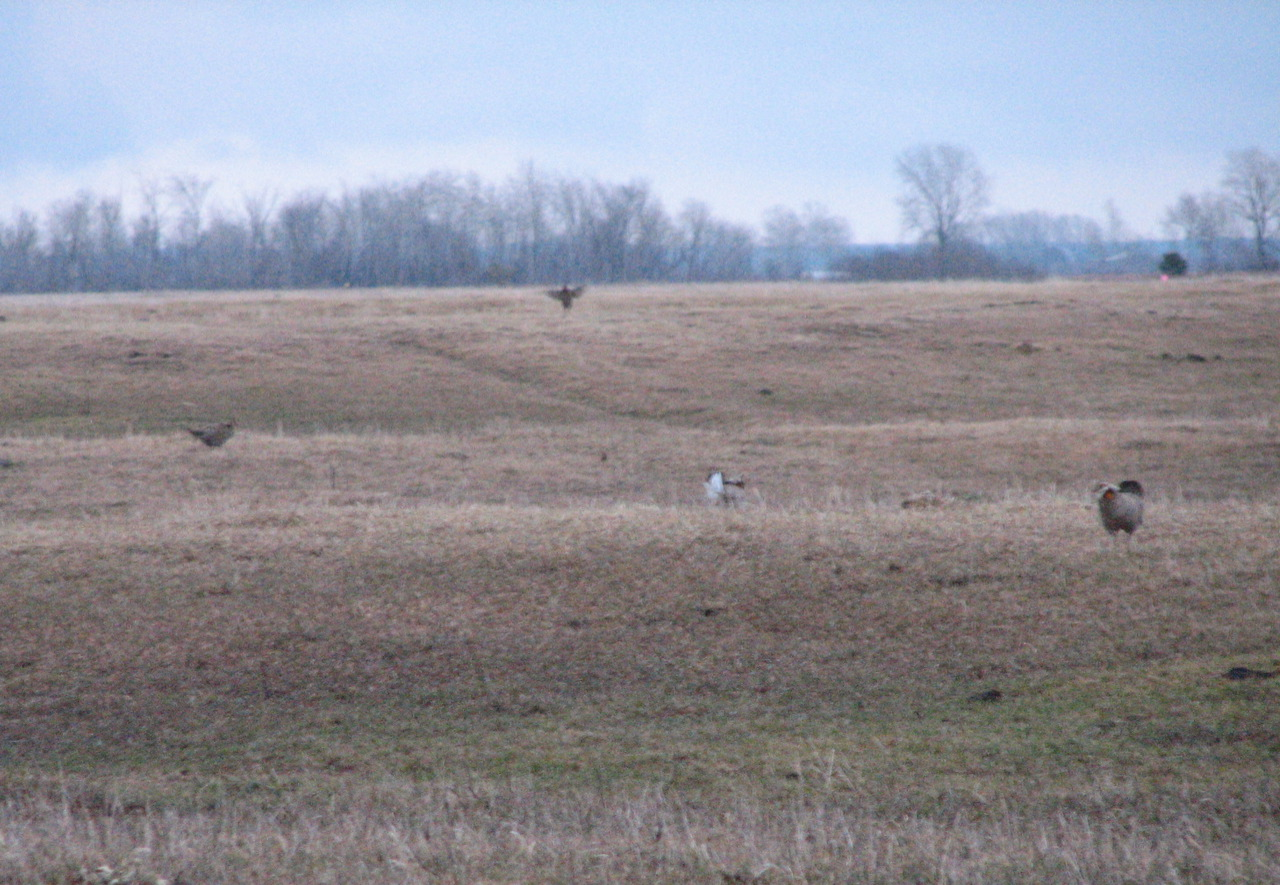
Tokaniště samců

Tetřívci prérioví se vyskytují v roztroušených populacích ve středních částech Spojený států. V prvních dvou desetiletích 21. století se druh rozšířil na sever až za kanadské hranice. Typickým habitatem druhu jsou suché travnaté oblasti s původní vegetací i zemědělskými plodinami. Část populace vykonává sezónní migrace mezi zimovišti a hnízdišti. Migrují maximálně kolem 160 km.
Mezinárodní svaz ochrany přírody (IUCN) odhaduje celkový počet dospělých tetřívků na 360 tisíc.

## Ohrožení a ochrana
Tetřívek prériový se kdysi běžně vyskytoval napříč prériemi a lesy střední části Severní Ameriky. S přeměnou původního biotopu na zemědělskou krajinu však populace tetřívků razantně ustoupila. Subsp. cupido je od roku 1932 dokonce vyhynulý. I když tetřívek z několika amerických států již úplně vymizel, díky razantním ochranářským zásahům se jeho populace patrně pomalu zotavuje, případně alespoň neklesá. K nástrojům ochranářského managementu patří mj. přesuny populací, obnova biotopů a místní zákazy lovu, nicméně v některých státech Spojených států je lov tetřívků stále povolen.
Vedle zmíněného lovu a úbytku přirozeného prostředí tetřívky ohrožují i další lidské zásahy do krajiny jako jsou rušivé dálnice nebo hluk větrných turbín. Následkem efektu hrdla lahve, kterým prošly některé populace tetřívků, hrozí druhu i ztráta genetické rozmanitosti.
IUCN hodnotí druh jako téměř ohrožený (2024).